# Kevin van der Peren
Kevin van der Peren (hol. Kevin van der Perren; rođen 6. avgusta 1982, u gradu Ninove, Belgija) je belgijski klizač u umetničkom klizanju. 
Osvojio je belgijski nacionalni šampionat sedam puta. Na Zimskim Olimpijskim igrama 2006. u Torinu, Italija završio je na 9. mestu, a učestvovao je i na Zimskim Olimpijskim igrama 2010. gde je zauzeo 8. mesto.

## Zanimljivosti
Kevinu se prvi put javila želja da kliže kada je video program koji je izvodila putujuća klizačka trupa koja je gostovala u njegovom gradu. Uprkos činjenici da su njegovi roditelji želeli da se on bavi fudbalom i da su ga zadirkivali vršnjaci u školi, Kevin je odbio da se odrekne sna da jednom postane elitni klizač u umetničkom klizanju.
Kevin je takođe osvojio dva puta srebrnu medalju na Juniorskom Svetskom prvenstvu i bio jedan od prvih klizača koji su sa uspehom izvodili trostruke kombinacije skokova.
Povreda kuka koju je zadobio na Zimskim Olimpijskim igrama 2006. primorale su ga da ne učestvuje na Svetskom prvenstvu 2006. godine u Kalgariju.

## Rekordi i postignuti rezultati
- Osvajač srebrne medalje na takmičenju: “ISU Trophee Lalique” 2003.
- Treći na Evropskom prvenstvu 2007.

## Spoljašnje veze
- Oficijelna strana
- ISU Biografija